# Skoky do vody na Letních olympijských hrách 1980
Skoky do vody na Letních olympijských hrách v Moskvě.

## Medailisté

### Muži
| Kategorie | Zlato                                                | Stříbro                                | Bronz                                    |
| --------- | ---------------------------------------------------- | -------------------------------------- | ---------------------------------------- |
| Prkno 3 m | Aleksandr Portnov · Sovětský svaz (URS)              | Carlos Girón · Mexiko (MEX)            | Giorgio Cagnotto · Itálie (ITA)          |
| Věž 10 m  | Falk Hoffmann · Německá demokratická republika (GDR) | Vladimir Alejnik · Sovětský svaz (URS) | David Ambartsumyan · Sovětský svaz (URS) |

### Ženy
| Kategorie | Zlato                                                     | Stříbro                                                   | Bronz                                                  |
| --------- | --------------------------------------------------------- | --------------------------------------------------------- | ------------------------------------------------------ |
| Prkno 3 m | Irina Kalininaová · Sovětský svaz (URS)                   | Martina Pröeberová · Německá demokratická republika (GDR) | Karin Guthkeová · Německá demokratická republika (GDR) |
| Věž 10 m  | Martina Jäschkeová · Německá demokratická republika (GDR) | Sirvard Emirzyanová · Sovětský svaz (URS)                 | Liana Tsotadzeová · Sovětský svaz (URS)                |

## Přehled medailí
| Pořadí | Země                                 | Zlato | Stříbro | Bronz | Celkově |
| ------ | ------------------------------------ | ----- | ------- | ----- | ------- |
| 1.     | Sovětský svaz (URS)                  | 2     | 2       | 2     | 6       |
| 2.     | Německá demokratická republika (GDR) | 2     | 1       | 1     | 4       |
| 3.     | Mexiko (MEX)                         | 0     | 1       | 0     | 1       |
| 4.     | Itálie (ITA)                         | 0     | 0       | 1     | 1       |